# Repetek Bioszféra-rezervátum
A Repetek Bioszféra-rezervátum, amelyet gyakran Repetek Természetvédelmi területnek, vagy sivatagi rezervátumnak neveznek (Türkmenisztán: Repetek goraghanasy, Репетек горагханасы) egy sivatagi természetvédelmi terület (oroszuk zapovednyik), amely Lebap tartományban, a Kelet-Karakum sivatagban található, az Amu-darja közelében, Türkmenabattól délre. 
A homoksivatagi ökoszisztéma tanulmányozására és megőrzésére 1928-ban alapított terület 346 km² (134 négyzetmérföld).

## Fekvése
Türkmenabat-tól kb. 70 km-rel délre található.

## Földrajza
A rezervátumot száraz, nagy kiterjedésű homokdűnék jellemzik, melyek 15-20 m magasak és 8-10 m hosszúak. A közép-Ázsia nagy részén ritkán előforduló szakszaul (Haloxylon aphyllum) több mint 1470 km2 (570 négyzetméter), körülbelül a rezervátum területének 4,5 %-a. A talaj homokos altalajokkal rendelkezik, de ennek ellenére "21 fa, 104 fű, 8 gomba, 1 moha, 68 alga és 197 gombafajta" is nő a rezervátumon belül.

## Története

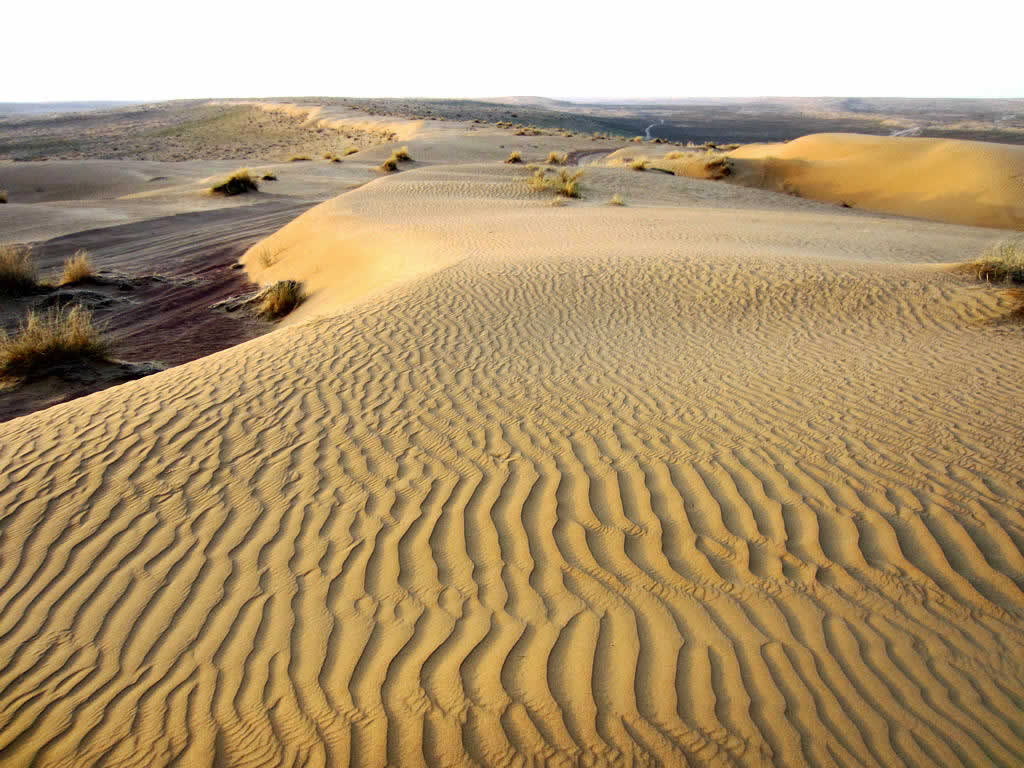
Kara-kum-sivatag részlete

A "Repetek homoksivatagi tudományos állomást" 1912-ben az Orosz Földrajzi Társaság határozata alapján nyitották meg, és a rezervátum alapjait alkotó tudományos állomást 1928-ban hozták létre. A szovjet időszak alatt a rezervátumot a Türkmén SZSZK Tudományos Akadémia Sivatagi Intézete felügyelte. A Repetek homoksivatagi állomásával és a bioszféra rezervátummal kapcsolatos tudományos publikációk listája 1982 és 1991 közötti időből való és mintegy 250 oldalból áll (30%-a tájszerkezet és földrajz, 20%-a botanika és 50%-a zoológia). 
Türkmenisztán Tudományos Akadémiájának sivatag-, növény- és állatvilág intézetét 1962-ben alapították a sivatagi földek gazdasági hasznosításra való visszanyerésének lehetőségei tanulmányozása céljából.

## Környezetvédelem
A Repetek Bioszféra Állami Rezervátum egy fontos madárterület része (IBA), és 1979 óta az UNESCO felügyelete alatt áll, de "az oldal a Türkmenisztán Természetvédelmi Minisztériumának irányítása alatt áll". A rezervátum "támogatja a Karakum homokos sivatagjának jellemző madárfajainak legteljesebb gyüjteményét" és "fontos populációja a  golyvás gazellának (Gazella subgutturosa), amely szerepel a Természetvédelmi Világszövetség Vörös listáján."

## Éghajlat
A Repetek Bioszféra Állami Rezervátumnak sivatagi éghajlata van (Köppen klímaváltozás BWk), hűvös telekkel és nagyon forró nyárral. Az eső általában kevés és szabálytalan idejű, főleg a téli és őszi hónapokban fordul elő. 

## Állatvilága

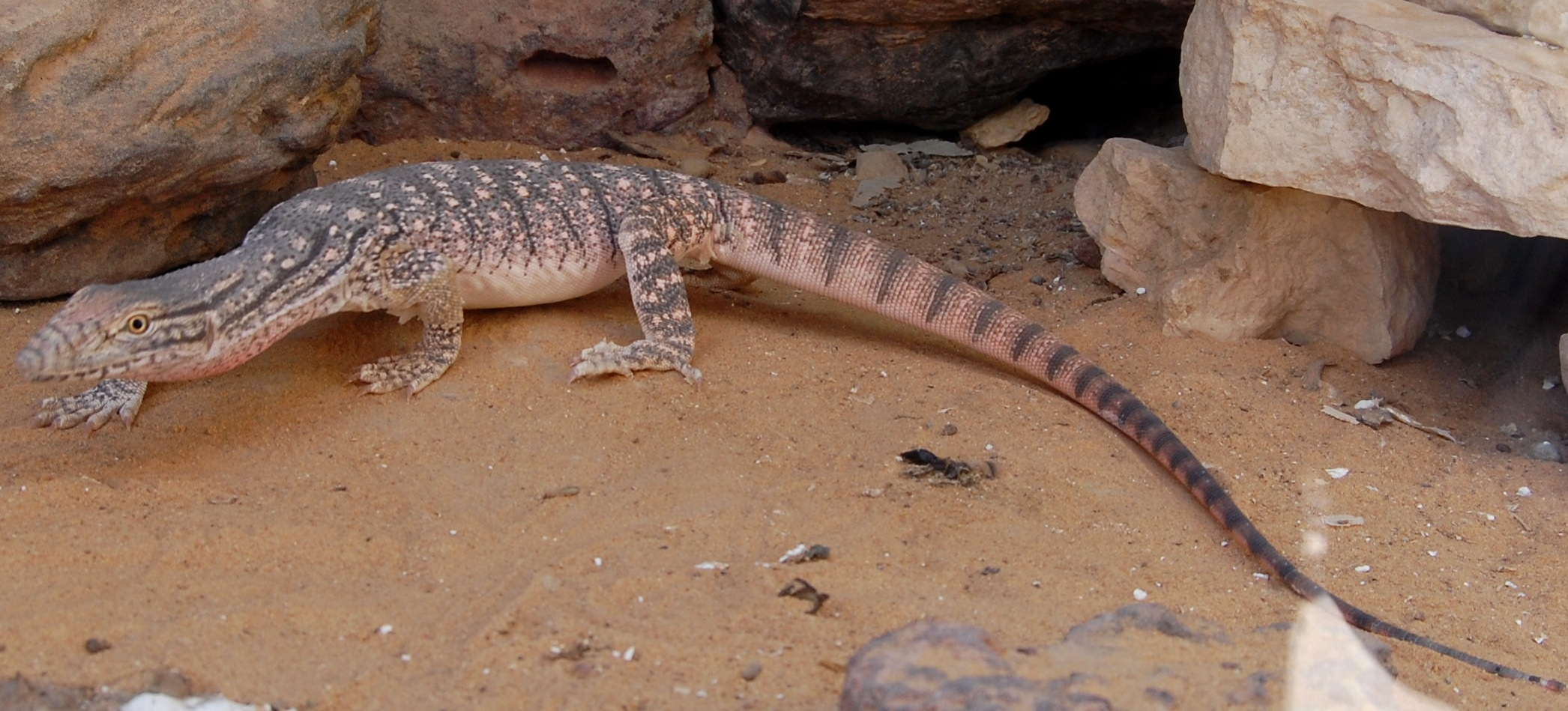
Varanus griseus

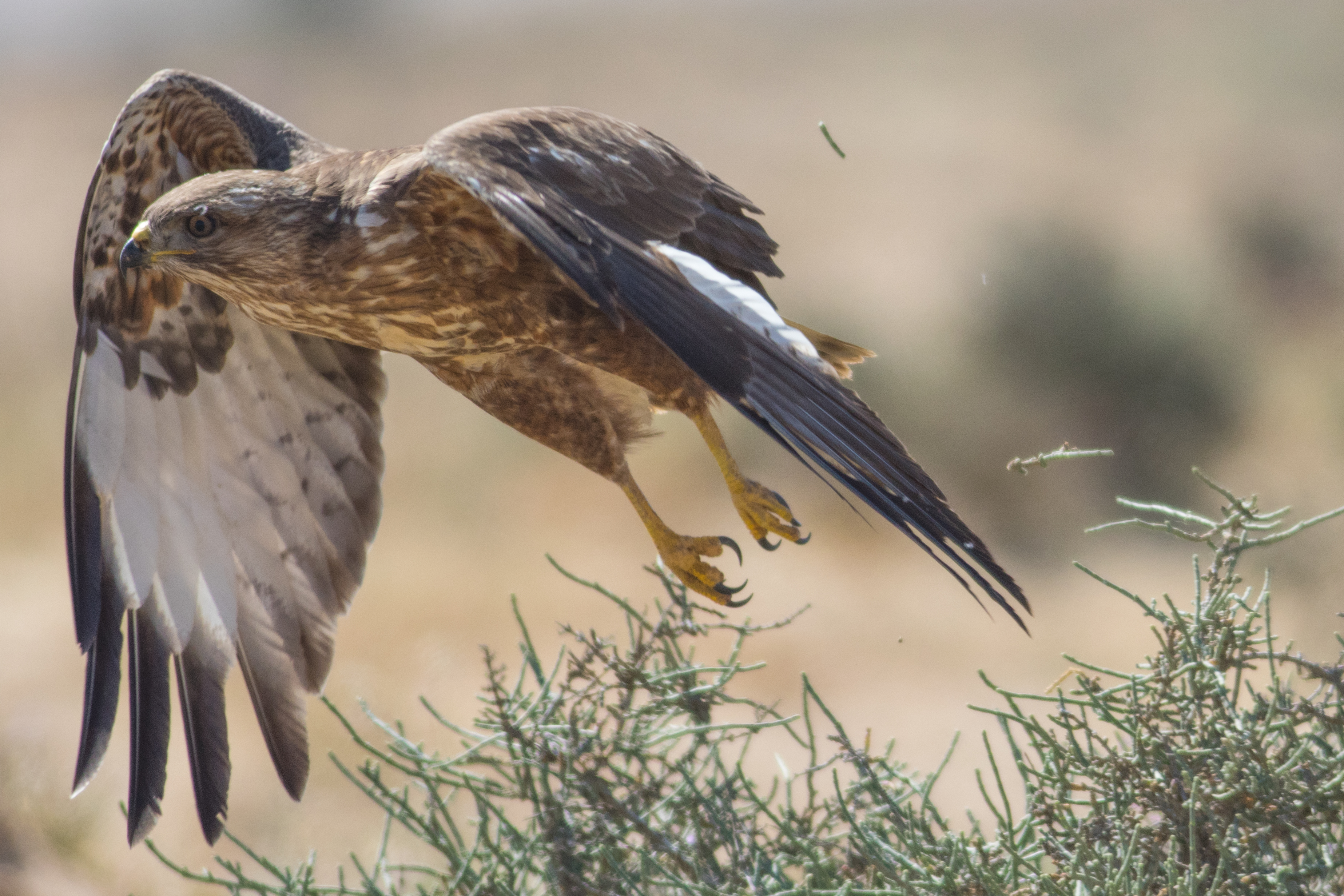
Pusztai ölyv (Buteo buteo vulpinus), vagy buzzárd

A golyvás gazellán (Gazella subgutturosa) kívül a területre az állatvilág sokfélesége jellemző. Közel 1,5 ezer gerinctelen faj él itt; beleértve a bogarak, lepkéket, pókokat és más kis lényeket is.
A Repeteken megfordul a Karakum madár-, hüllő- és emlősfajainak több mint 90 százaléka; több mint 250 gerinces állatfaj. A hüllők közül megtalálható itt a teknős, a homoki és nagy fülű varangy és agama és a gekkó is. Több tucat kígyófajjal, a Türkmenisztánban élő fajok közel fele él itt; köztük a rezervátum büszkesége, a közép-ázsiai kobra is.
A Repetek otthont ad az olyan "hatalmas" hüllőknek is, mint a pusztai varánusz (Varanus griseus), amely egyébként az ország legnagyobb gyíkja. Figyelembe véve a fenyegető megjelenését, ezt nevezik a „sivatag krokodiljának”.
Megtalálható itt több mint 200 madárfaj; köztük még vízimadarak is, melyeket a Repetek homokos kőbányáiban kialakított tározók vonzanak. A ragadozó madarak közül a Repetek legjelentősebb és leghíresebb madarai közé tartozik a szirti sas (Aquila chrysaetos), a világ egyik legnagyobb sasa, mely a rezervátum kabalája lett. De megtalálható itt a kerecsensólyom (Falco cherrug) és a pusztai ölyv (Buteo rufinus) is, mely megdöbbent a megfélemlítő megjelenéssel, de él itt a héja, a erdei fülesbagoly (Asio otus) és szarvas bagoly is.
A Repetekben az emlősök közül a leggyakrabban előforduló állatok a gopherek és a egyiptomi ugróegerek. 
A sivatag egyik tipikus lakója, a tolaj nyúl is gyakran észrevehető. Sok ragadozó is van, mint a vadmacskák és a róka. A ritka sivatagi ragadozó, a karakál (Caracal caracal) is él a rezervátumban. Ez egy intelligens és félénk állat. A legritkább és legszebb lakói a területnek a gábellák és a karcsú, hosszú lábú antilopok a Rovetek.

## Növényvilága

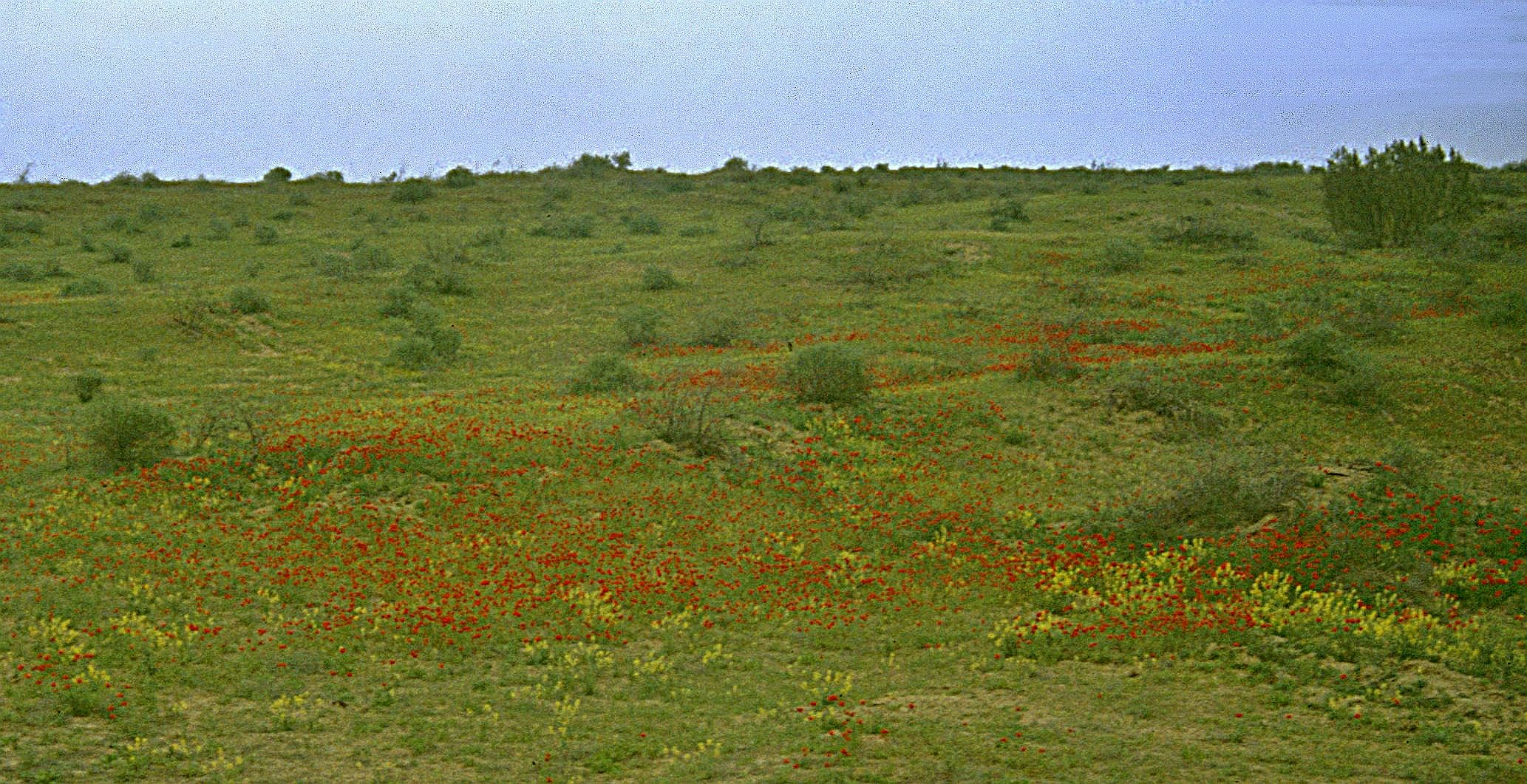
Tavasz a Kara-kum sivatagban

A "Jaman tokay" liget, amely nem messze található a "Szaharától", itt a többi sivatagi ligethez hasonlóan, a közönséges fák, viszonylag nagyok, de nem nagyon magasak. Ezeknek a koronái azonban, mint pl. a szászfa is, levelek helyett finom zöld gallyakkal rendelkezik, miáltal a fa könnyen állja a nyár hőjét, ami néha 80 ° C-ra melegíti a homokos felületet.
A tavasz egészen más itt, ebben az évszakban nem tűnik sivatagnak, hanem inkább virágzó kertnek. A gipekuum világos piros Pipacsok és sárga virágok borítják a homokos dűnéket, az ilaka zöld szőnyegén, az átlátszó szászfa erdő lombkoronái alatt. Az astragalus rendes bokrjai lila-ként jelennek meg a felejthetetlen illatanyagot kibocsátó virágok bősége miatt. Kandym-bokrok, tele sárga virágokkal, amelyek nyáron fényes bolyhos golyói (a növény gyümölcsére), itt is nőnek. Mint sok más sivatagi növénynek, a kandymnak se nincsen levele. Ehelyett zöld gallyakat használ. A sivatag másik csodálatos fája a homokos ezüstös akác, egy karcsú 6-7 m magas fa, ami egy síró fűzfára emlékeztet, de nem zöld. 
A tudósok felfedezték, hogy a Karakum a bolygónkon a leg reproduktívabb sivatag. Érdekes, hogy minél magasabb a hőmérséklet, akár 50-60 Celsius fok is, annál hatékonyabb az ökoszisztéma működése. Az a tény, hogy itt szinte négyszáz gomba- és alsó- és magasabb növényfaj (a Karakum sivatagi növényzet több mint fele) nő, bizonyítja a Repetek-rezervátum gazdagságát.